# Köflach
Köflach est une commune autrichienne du district de Voitsberg en Styrie.

## Géographie
Le centre-ville de Köflach se trouve à 5,3 km à l'Ouest de celui de Voitsberg (à vol d'oiseau), à 27 km à l'Ouest de celui de Graz, à 65 km à l'Ouest du château de  Riegersburg, à 160 km au Sud-Ouest du centre-ville de Wien.

## Histoire
La région est habitée depuis au moins le Néolithique.
Au Sud de la ville de Köflach, une élévation semble toujours avoir été un lieu religieux, occupé depuis au moins l'âge du bronze (l'Heiliger Berg (Bärnbach) (de)), qui portait le nom de Mons sacer à l'époque romaine. S'y trouve depuis le 12 septembre 1976 un carmel.
En 1076 fut fondée l'abbaye bénédictine de Saint-Lambrecht (Stift St. Lambrecht (de)), en conséquence de quoi la ville fut son apanage, jusqu'en 1786.
En 1170 l'empereur Frédéric Barberousse autorise la ville à organiser des foires, ce qui suscite la jalousie d'une voisine, Voitsberg, qui pourtant reçoit des faveurs aussi, droits commerciaux et de péage. Ce différend ne sera réglé qu'en 1715, lorsqu'une commission impériale confirmera les acquis anciens.
En août 1480, un raid turc désole la région de Voitsberg, mais épargne Köflach.
En 1634 puis en 1640, la peste frappe et fait près de 200 morts.
En 1766 est ouverte la première mine de lignite  sur le territoire de la commune (bassin minier de Köflach-Voitsberg), qui de rurale devient ville industrielle vers 1860, avec la mise en service d'une usine sidérurgique. De plus, elle est reliée au réseau ferré autrichien en 1860.
Lors du Premier conflit mondial, les soldats sont hébergés dans de nombreux bâtiments (le Front italien n'est pas loin). En 1917 les mineurs se mettent en grève pour la première fois, afin d'obtenir des salaires plus élevés, et de la nourriture. La grippe espagnole fait 89 morts dans la population.
En 1945 un bombardement aérien fait neuf morts.
En 1999 est découverte une source d'eau thermale, ce qui conduit à l'ouverture des « thermes Nova Köflach » en 2004.

## Patrimoine

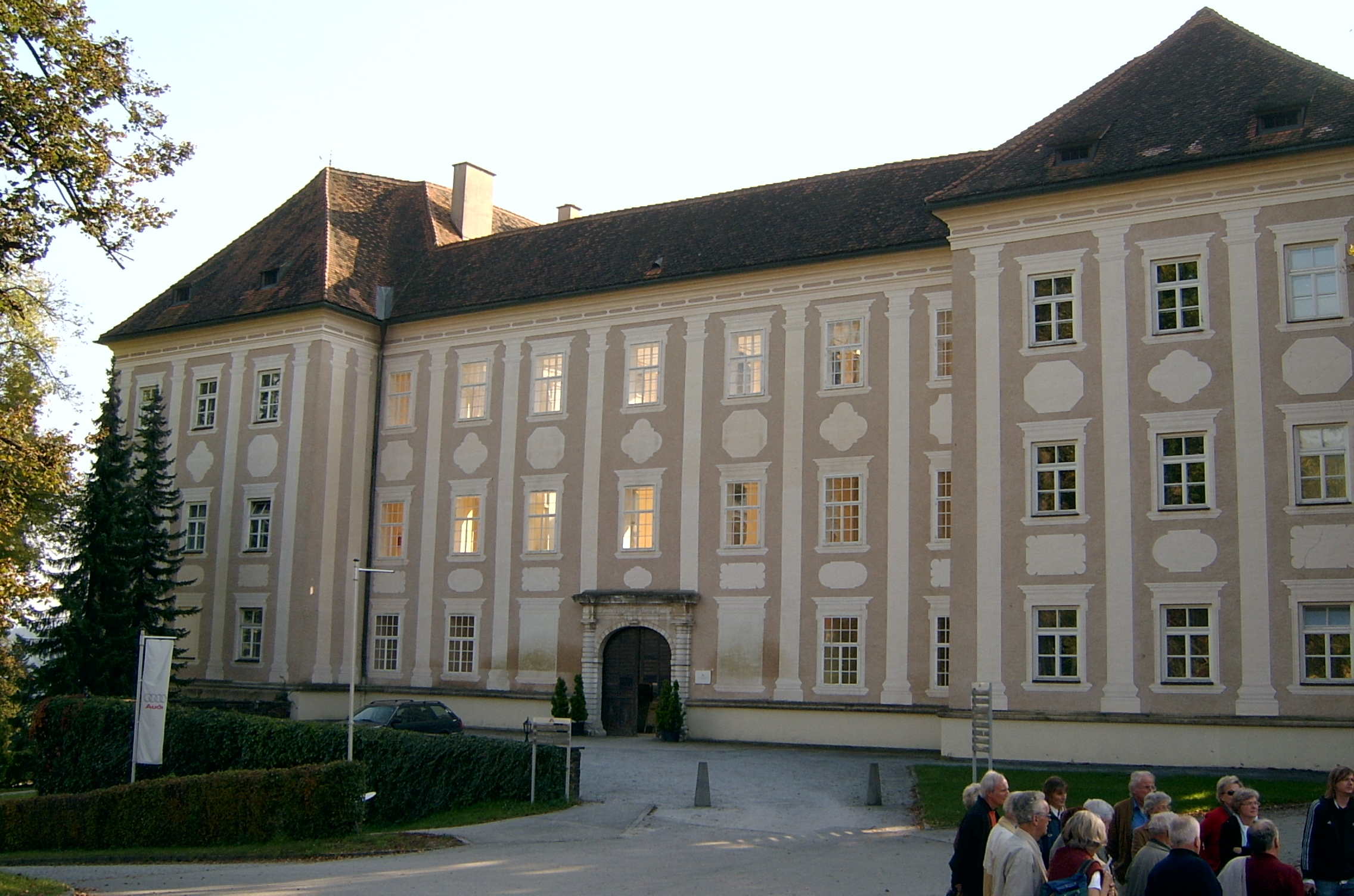
Le château de Piber

Le haras de Piber, qui fournit les lipizzans de l’École espagnole d’équitation de Vienne, est situé dans le hameau de Piber, qui fait partie du territoire de la commune de Köflach.

## Jumelage
- Giengen an der Brenz (Allemagne)

## Personnalités
- Roland Diethart, fondeur
- Franz Dampfhofer y vit et travaille.